# Óscar Cruzado Huby
Óscar Enrique Cruzado Huby (Callao, Perú; 24 de enero de 1935 - Paterson, Estados Unidos; 20 de junio de 2011) fue un comerciante, dirigente sindical, empresario y político peruano. Fue diputado por el Callao durante el disuelto periodo 1990-1992.

## Biografía
Nació en la ciudad del Callao, el 24 de enero de 1935.
Perteneció a la Iglesia bautista. Ejerció como presidente de la asociación de comerciantes del Callao y fue dirigente sindical.
En el año 1989, formó parte de la fundación del movimiento Cambio 90, partido político liderado por el ingeniero Alberto Fujimori, para participar en las elecciones generales del año 1990. Óscar Cruzado participó como candidato a la Cámara de Diputados del Congreso de la República por la circunscripción del Callao y formó parte del equipo técnico de Alberto Fujimori en el tema de transportes. Finalmente, Fujimori logró salir elegido como presidente de la república y Cruzado fue elegido como diputado, obteniendo 4,178 votos y siendo juramentado ante la Junta Preparatoria del Congreso para el periodo parlamentario 1990-1995.
Como diputado, fue elegido en 1990 como segundo vicepresidente de la Mesa Directiva presidida por Víctor Paredes Guerra para el lapso 1990-1991. Posteriormente el 5 de abril de 1992, su cargo como diputado fue disuelto ante el autogolpe de estado decretado por el presidente Alberto Fujimori. Óscar Cruzado junto con los políticos evangélicos, que apoyaron a Alberto Fujimori y formaron parte de Cambio 90, decidieron alejarse y formar parte de la oposición al gobierno fujimorista hasta su caída en el año 2000. Luego en el año 2005, Cruzado reapareció juntos con los exdiputados de Cambio 90 apoyando la extradición de Alberto Fujimori para que sea enjuiciado por los delitos de corrupción y violación de derechos humanos.

## Fallecimiento
El 20 de junio del 2011, Óscar Cruzado Huby falleció a los 76 años en la ciudad estadounidense de Paterson (Nueva Jersey).